# Ptilinopus perousii
El tipolo multicolor (Ptilinopus perousii) es una especie de ave columbiforme perteneciente a la familia Columbidae que vive en la Polinesia occidental.

## Distribución
Es originaria de varios archipiélagos de la Polinesia occidental, en el sudoeste del Océano Pacífico, ocupando en Fiyi, el Samoa y Tonga.

## Hábitat
Su hábitat natural los bosques de tierras bajas subtropicales o tropicales. Por lo general se alimenta de frutas y bayas, especialmente de higos en lo alto en el dosel del bosque.

## Descripción
El nido es una pequeña plataforma de ramitas donde pone un huevo blanco. Es una pequeña paloma, de 23 cm de longitud. El macho es de color amarillo pálido, en su mayoría de con una corona roja y la barra roja en la parte posterior. La hembra es sobre todo verde, más oscura en el dorso y gris en la cabeza y el pecho. Su corona es de color rojo, mientras que la parte superior de la cola son de color rojo en las aves de Samoa y amarillo en las aves de Fiyi y Tonga.

## Subespecies
- Ptilinopus perousii perousii Samoa
- Ptilinopus perousii mariae Fiyi y Tonga

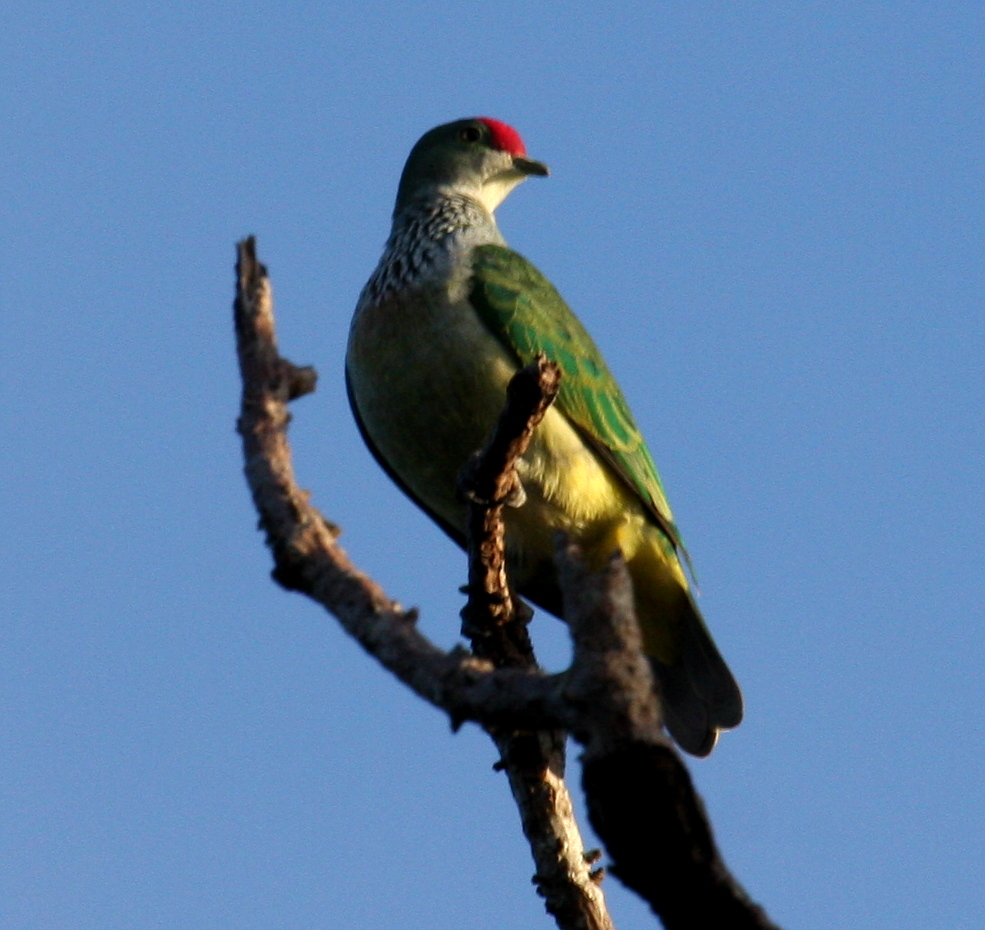
Hembra, Vuna, Taveuni, Fiji Isles

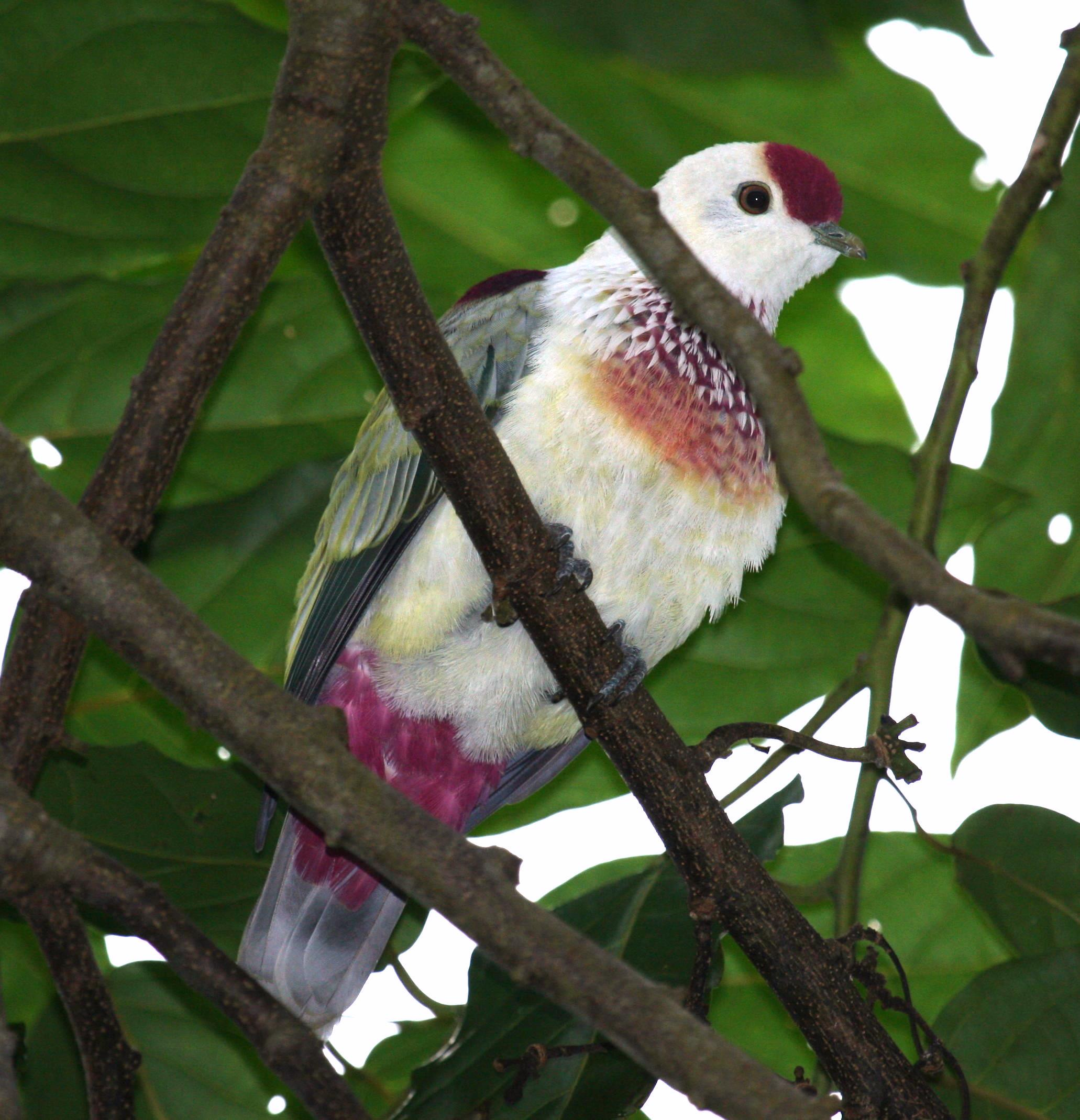
Macho, Matei, Taveuni, Fiji Isles